# Paint.NET
Paint.net (Paint.NET nebo paint.net) je freewarový program pro rastrovou grafiku pro Microsoft Windows, vyvinutý na platformě .NET Framework. Paint.net původně vytvořil Rick Brewster jako studentský projekt Washingtonské státní univerzity a z jednoduché náhrady programu Microsoft Paint se vyvinul v program především pro úpravu grafiky s podporou pluginů.